# (11043) Pepping
(11043) Pepping est un astéroïde de la ceinture principale.

## Description
(11043) Pepping est un astéroïde de la ceinture principale. Il fut découvert le 25 décembre 1989 à Tautenburg par Freimut Börngen. Il présente une orbite caractérisée par un demi-grand axe de 2,38 UA, une excentricité de 0,21 et une inclinaison de 5,2° par rapport à l'écliptique.
Cet astéroïde est nommé en l'honneur du compositeur allemand Ernst Pepping (1901-1981).

## Compléments